# Nicolae Fejer Man
Nicolae Fejer Man (n. 18 decembrie 1884, Hodac – d. 22 februarie 1964, Hodac) a fost un deputat în Marea Adunare Națională de la Alba Iulia, organismul legislativ reprezentativ al „tuturor românilor din Transilvania, Banat și Țara Ungurească”, cel care a adoptat hotărârea privind Unirea Transilvaniei cu România, la 1 decembrie 1918.:p. 77

## Biografie
Născut în localitatea Hodac în anul 1884, Nicolae a urmat cele șapte clase primare din localitatea natală. Se ocupă în timpul vieții sale cu agricultura iar după anul 1918 devine membru în Consiliul administrativ al Băncii Hodăceana din Hodac. A decedat în locul său de baștină la data de 22 februarie 1964.

## Activitatea politică
A fost ales ca delegat titular al cercului electoral  Gornești, județul Mureș, la Marea Adunare Națională de la Alba Iulia de la 1 decembrie 1918.:p.253